# Anna Sharyhina
Anna Borysivna Sharyhina (nascida em 1978) é uma feminista da ucraniana e ativista LBGT. Ela é co-fundadora da Sphere Women's Association, uma organização feminista lésbica em Kharkiv, e da ONG Kyiv Pride, o comitê organizador da Parada do Orgulho em Kiev.
Sharyhina e sua parceira, Vira Chemygina, estão envolvidas na comunidade LBGT há mais de uma década. Elas organizaram as primeiras caminhadas de Kiev pela igualdade. A segunda caminhada de Kiev pela igualdade, realizada em 2015, foi acompanhada pela polícia e contou com o apoio de várias figuras públicas. No entanto, a marcha durou apenas 15 minutos por causa da violência da extrema direita ucraniana contra os manifestantes. Dez pessoas, incluindo policiais vigiando o evento, ficaram feridas.
A atividade feminista e LBGT de Sharyhina enfrentou oposição na Ucrânia. Sua palestra sobre movimentos LBGT que iniciou-se em uma livraria de Kharkiv precisou ser realocada duas vezes: primeiro para centro de imprensa Nakipelo de Kharkiv e depois no centro Izolyatsiya de Kiev.
O PrideHub, um centro comunitário de Kharkiv, foi atacado por homens mascarados com granadas de fumaça em julho de 2018; o edifício foi posteriormente vandalizado com pichações e sangue de animais. Embora tenham sido feitas denúncias à polícia e mais de 1.000 cartas de denúncia endereçadas ao ministro do Interior Arsen Avakov, ninguém foi punido pelo crime.
Em março de 2019, Sharyhina estava entre os organizadores da Semana da Solidariedade da Mulher em Carcóvia, que aconteceu na primeira semana de março.

Em janeiro de 2020, Sharyhina criticou Mike Pompeo por visitar a Ucrânia sem conhecer os líderes da comunidade LGBTQ.